# Ramaria flavula
Ramaria flavula är en svampart som först beskrevs av George Francis Atkinson, och fick sitt nu gällande namn av R.H. Petersen 1975. Ramaria flavula ingår i släktet Ramaria och familjen Gomphaceae.   Inga underarter finns listade i Catalogue of Life.